# Сан-Джервазио-Брешано
Сан-Джерва́зио-Бреша́но (итал. San Gervasio Bresciano) — коммуна в Италии, располагается в провинции Брешиа области Ломбардия.
Население составляет 2000 человек (2008 г.), плотность населения составляет circa 200 чел./км². Занимает площадь 10 км². Почтовый индекс — 25020. Телефонный код — 030.
Покровителями коммуны почитаются святые мученики Гервасий и Протасий, празднование 19 июня.

## Демография
Динамика населения:

## Администрация коммуны
- Официальный сайт: http://www.sangervasio.net/